# Городище (Велижский район)
Городи́ще — деревня в Велижском районе Смоленской области России. Входит в состав Заозерского сельского поселения. Население — 82 жителя (2007).
Расположена в северо-западной части области в 24 км к востоку от Велижа, в 24 км северо-восточнее автодороги Р133 Смоленск — Невель, на берегу реки Дроговица. В 100 км южнее деревни расположена железнодорожная станция Куприно на линии Смоленск — Витебск.

## История
В годы Великой Отечественной войны деревня была оккупирована гитлеровскими войсками в июле 1941 года, освобождена в сентябре 1943 года.